# باشيرو الحسن
باشيرو الحسن (بالإنجليزية: Basiru Alhassan)‏ (مواليد 29 أبريل 2000) هو لاعب كرة قدم غاني ، يجيد اللعب في مركز خط الوسط ، ويلعب حاليًا لنادي الذيد كلاعب مقيم .

## مسيرة اللاعب
لعب في نادي الوصل ونادي دبا الحصن ونادي الحمرية ونادي حتا ونادي دبا الفجيرة ونادي الإمارات والنادي العربي ونادي الذيد.